# Kesidan
Kesidan is een bestuurslaag in het regentschap Purworejo van de provincie Midden-Java, Indonesië. Kesidan telt 501 inwoners (volkstelling 2010).